# Sean Green (baseball)
Ne pas confondre avec Shawn Green.
Pour les articles homonymes, voir Sean Green.
Sean William Green (né le 20 avril 1979 à Louisville, Kentucky, États-Unis) est un ancien lanceur droitier de baseball. Il évolue dans les Ligues majeures de 2006 à 2011.

## Carrière
Sean Green est repêché par les Blue Jays de Toronto en 1997 mais ne signe pas avec l'équipe canadienne. Il est réclamé une seconde fois, en 12e ronde par les Rockies du Colorado en 2000. En décembre 2004, il est échangé aux Mariners de Seattle en retour du lanceur Aaron Taylor. Green fait ses débuts dans les majeures le 2 mai 2006 avec les Mariners et lance 32 manches en 24 parties durant cette première année, sans être impliqué dans une décision et conservant une moyenne de points mérités de 4,50.
En 2007, il lance 68 manches en 64 sorties. Sa fiche victoires-défaites est de 5-2 avec une moyenne de points mérités de 3,84.

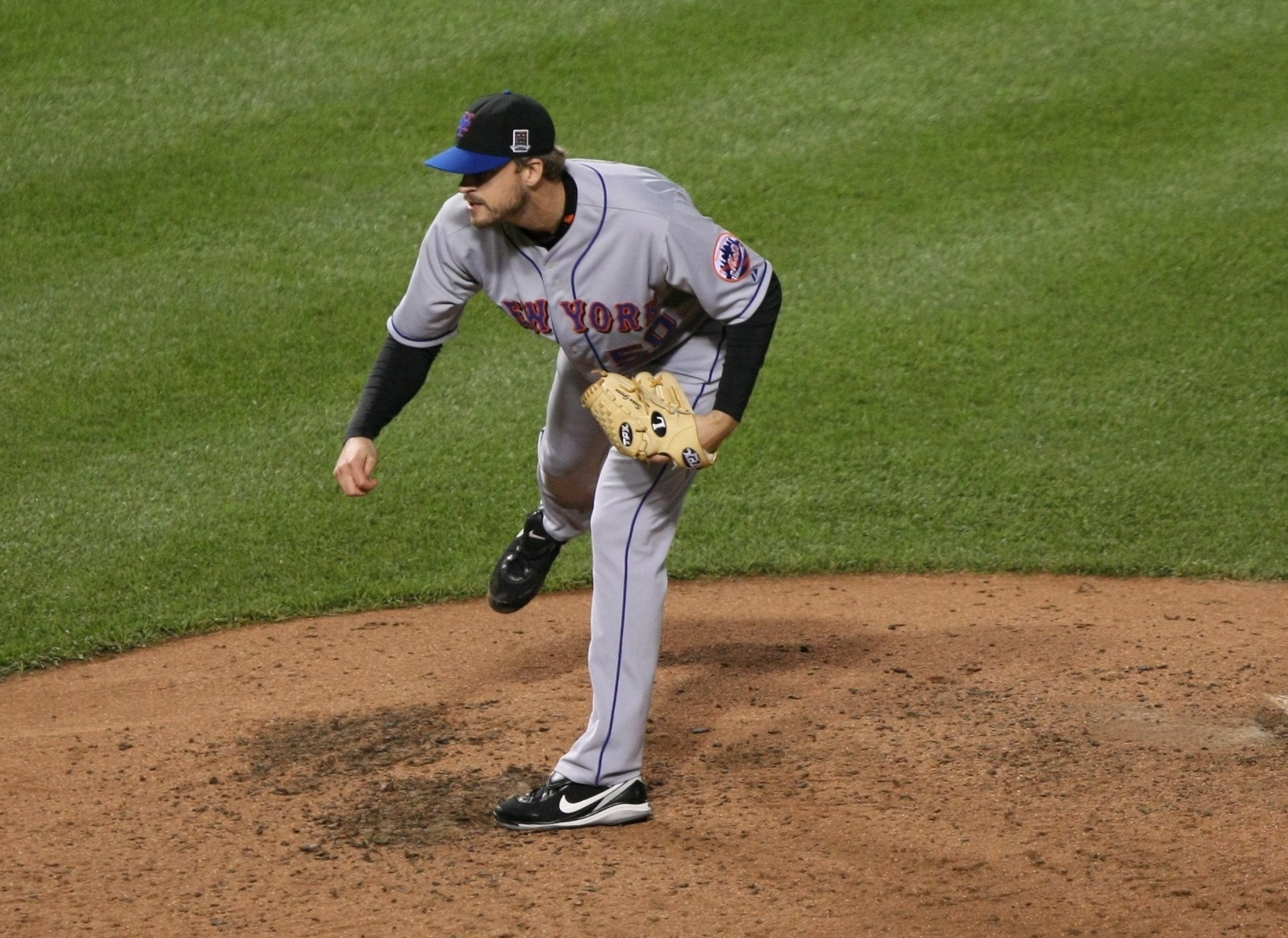
Sean Green en 2008 avec les Mets de New York.

En 2008, il joue dans 72 parties pour Seattle, œuvrant durant 79 manches. Son dossier est de 4-5 avec une moyenne de 4,67. Il enregistre aussi son premier sauvetage en carrière.
Le 11 décembre 2008, Green fait partie d'un échange à trois équipes entre les Mariners, les Indians de Cleveland et les Mets de New York. Douze joueurs, dont le releveur étoile J. J. Putz, changent d'équipe et Green se retrouve avec les Mets. Il fait ses débuts en 2009 dans son nouvel uniforme et présente un dossier de 1-4 avec un sauvetage et une moyenne de 4,52 à sa première saison à New York. À sa deuxième année, en 2010, il ne lance que neuf manches et un tiers, étant blessé durant la majorité de la saison. Il rejoint les Brewers de Milwaukee en décembre 2010, acceptant avec eux un contrat d'un an. Après avoir amorcé la saison 2011 à Milwaukee, il est cédé aux mineures en mai et passe la saison en Triple-A avec Nashville. Il joue 14 matchs des Brewers, dont son dernier dans les majeures le 4 mai 2011.
En janvier 2012, il signe un contrat des ligues mineures avec les Rangers du Texas et passe sa dernière année professionnelle avec leur club-école Triple-A, l'Express de Round Rock, en plus de s'aligner avec les Patriots de Somerset, un club indépendant de l'Atlantic League.